# Marguerite Champendal
Marguerite Champendal (* 6. Juni 1870 in Le Petit-Saconnex; † 27. Oktober 1928 in Genf; heimatberechtigt in ebenda) war eine Schweizer Lehrerin und Ärztin aus dem Kanton Genf.

## Leben
Marguerite Champendal war eine Tochter von Jacques Henri Samuel Champendal, Pfarrer, und Christine Elisabeth Roch. Nach der Tätigkeit als Lehrerin in Berlin und Paris nahm Champendal anfänglich gegen den Willen ihrer Familie das Medizinstudium in Genf auf. Während eineinhalb Jahren war sie Assistentin an der Genfer Frauenklinik, worauf ein Studienaufenthalt in Paris folgte.
Als erste Genferin promovierte sie 1900 zum Doktor der Medizin. Sie führte eine Praxis in den Genfer Arbeiterquartieren. Im Jahr 1901 gründete sie die Säuglingsmilchküche und Beratungsstelle Goutte de Lait nach dem Vorbild des Pariser Arztes Gaston Variot. 1905 folgte die Gründung der Schwesternschule Le Bon Secours in Genf. Sie veröffentlichte im Jahr 1916 den Ratgeber Le petit manuel des mères.